# Соловйов Анатолій Якович
Соловйо́в Анато́лій Я́кович (рос. Соловьёв Анатолий Яковлевич; нар. 16 січня 1948) — льотчик-космонавт СРСР, полковник (18.06.1988). Герой Радянського Союзу (1988).

## Життєпис
Народився 16 січня 1948 року в місті Рига (Латвія) в робітничій родині. Росіянин.
У 1964 році закінчив 9 класів ризької середньої школи № 15. Працював на Ризькому заводі будматеріалів, потім — з вересня 1964 по липень 1967 року — слюсарем у Латвійському камвольному виробничому об'єднанні. У 1966 році закінчив 11 класів вечірньої школи.
У серпні 1967 року Анатолій Соловйов став студентом фізико-математичного факультету Латвійського державного університету. Не закінчивши перший курс, Анатолій залишив інститут для підготовки до вступу в авіаційне училище. Працював слюсарем в Латвійському об'єднаному авіазагоні. У серпні 1968 року Соловйов став курсантом Чернігівського вищого військового авіаційного училища льотчиків імені Ленінського комсомолу. За час навчання освоїв літаки Л-29, УТІ Міг-15, Міг-21 і мав наліт 180 годин. Член КПРС з липня 1971 року. У жовтні 1972 року закінчив училище, здобувши диплом військового льотчика-інженера і звання лейтенант.
З листопада 1972 року обіймав посади старшого льотчика, командира авіаційної ланки 352-го окремого розвідувального авіаційного полку 1-ї особливої Далекосхідної армії. Освоїв 14 типів літаків, має наліт понад 1500 годин, здійснив понад 140 стрибків з парашутом.
У серпні 1976 року зарахований слухачем-космонавтом до загону космонавтів ЦПК імені Ю. О. Гагаріна ВПС СРСР. З метою отримання кваліфікації льотчика-випробувача для подальших робіт за програмою «Буран», з вересня 1976 по липень 1977 року проходив підготовку як слухач 267-го Центру випробування авіаційної техніки і підготовки льотчиків-випробувачів у місті Ахтубінську Астраханської області.
У серпні 1977 року пройшов спеціальну парашутну і водолазну підготовку. З жовтня 1977 по вересень 1978 року проходив загальнокосмічну підготовку в ЦПК. У січні 1979 року призначений космонавтом-випробувачем до групи авіаційно-космічних засобів ОК ЦПК. З лютого 1979 по червень 1981 року проходив додаткову підготовку в ДКНДІ ВПС в Актюбинську.
З вересня 1984 по серпень 1985 року проходив підготовку до космічного польоту як командир резервного екіпажу за програмою основної експедиції на станцію «Салют-7» разом з Олександром Серебровим. З листопада 1985 по березень 1986 року проходив підготовку як командир резервного екіпажу КК «Союз Т-15» разом із Серебровим.
З вересня 1986 по липень 1987 року проходив підготовку як командир другого екіпажу експедиції відвідування ОС «Мир» за радянсько-сирійською програмою разом з Віктором Савіних і Муніром Хабібом (Сирія). З листопада 1987 по травень 1988 року готувався як командир першого екіпажу експедиції відвідування ОС «Мир» за радянсько-болгарською програмою.
У вересні-листопаді 1988 року проходив підготовку як командир ОК «Мир» разом із Олександром Баландіним. З грудня 1988 по квітень 1989 року проходив підготовку як командир ОК «Мир» разом із Баландіним і Серебровим. Після переносу запуску через неготовність модуля на вересень знову проходив підготовку разом з Баландіним.
У січні 1991 року Анатолій Соловйов призначений на посаду інструктора-космонавта-випробувача, залишаючись при цьому командиром другої групи космонавтів.
У травні-червні 1991 року проходив підготовку як командир резервного екіпажу на ОС «Мир», однак у зв'язку з прийняттям рішення про суміщення польотів за австрійською і казахською програмами екіпаж був розформований.
З жовтня 1991 по лютий 1992 року проходив підготовку як командир резервного екіпажу на КК Союз ТМ-14 разом із Сергієм Авдєєвим і Райнгольдом Евальдом (ФРН). У квітні-липні 1991 року готувався як командир КК Союз ТМ-15.
У квітні 1994 року рішенням МВК затверджений командиром першого екіпажу й другого екіпажу. З травня 1994 по лютий 1995 року пройшов безпосередню підготовку до польоту на ОС «Мир» як командир другого екіпажу разом із Миколою Бударіним. У листопаді 1994 року до них приєдналась Боні Данбар (США).
У березні-травні 1995 року проходив підготовку до польоту як командир екіпажу на ОС «Мир» разом із Миколою Бударіним у ЦПК імені Гагаріна, а в травні-липні — в Космічному центрі імені Л. Джонсона у складі екіпажу шатлу «Атлантіс».
У травні-серпні 1996 року був першим координатором підготовки російських космонавтів у NASA.
З жовтня 1996 року проходив підготовку як командир екіпажу ОС «Мир» разом із Павлом Виноградовим і Леопольдом Ейяртцем (Франція). На прикінцевому етапі підготовки через авіарійний стан станції французький космонавт-дослідник був виведений зі складу екіпажу.
У січні 1999 року звільнений з лав Збройних Сил РФ за віком. У лютому того ж року відрахований із загону космонавтів у зв'язку зі звільненням у запас.
Мешкає у Москві.

## Космічні польоти

### 1988
Свій перший космічний політ до ОС «Мир» Анатолій Соловйов здійснив з 7 по 17 червня 1988 року як командир екіпажу за радянсько-болгарською програмою «Шипка» разом з Віктором Савіних і Александром Александровим (Болгарія). Екіпаж стартував на кораблі «Союз ТМ-5» і приземлився на кораблі «Союз ТМ-4». Тривалість польоту становила 9 діб 20 годин 9 хвилин 19 секунд.

### 1990
З 11 лютого по 9 серпня 1990 року Анатолій Соловйов здійснив свій другий космічний політ як командир 6-ї основної експедиції на ОС «Мир» разом із Олександром Баландіним. Під час цього польоту двічі виходив у відкритий космос. Тривалість польоту становила 179 діб 1 година 17 хвилин 57 секунд.

### 1992—1993
Свій третій космічний політ на ОС «Мир» здійснив з 27 липня 1992 по 1 лютого 1993 року як командир 12-ї основної експедиції. Стартував на КК «Союз ТМ-15» разом із Сергієм Авдєєвим і Мішелем Тоньїні (Франція, за програмою «Антарес»). Під час польоту здійснив 4 виходи у відкритий космос. Посадку здійснив на КК «Союз ТМ-14» разом із Сергієм Авдєєвим. Тривалість польоту становила 188 діб 21 година 41 хвилина 15 секунд.

### 1995
Четвертий космічний політ як командир ОС «Мир» Анатолій Соловйов здійснив з 27 червня по 11 вересня 1995 року разом із Миколою Бударіним. Стартував на шатлі «Атлантіс» STS-71. Посадку здійснив на КК «Союз ТМ-21». Під час польоту здійснив 3 виходи у відкритий космос. Тривалість польоту — 75 діб 11 годин 20 хвилин 21 секунда.

### 1997—1998
З 5 серпня 1997 по 19 лютого 1998 року Анатолій Соловйов здійснив свій п'ятий космічний політ як командир екіпажу на ОС «Мир» разом із Павлом Виноградовим. Під час польоту здійснив 7 виходів у відкритий космос. Тривалість польоту становила 197 діб 17 годин 34 хвилини 36 секунд.

## Нагороди
Указом Президії Верховної Ради СРСР від 17 червня 1988 року за успішне виконання космічного польоту та виявлені при цьому мужність і героїзм, Анатолію Яковичу Соловйову присвоєне звання Героя Радянського Союзу з врученням ордена Леніна і медалі «Золота Зірка» (№ 11578).
Також нагороджений орденами Жовтневої Революції (11.08.1990), Дружби народів (05.02.1993), «За заслуги перед Вітчизною» 2-го (10.04.1998) і 3-го (05.10.1995) ступенів, медалями та нагородами іноземних держав. Почесний громадянин Старої Загори (1988)